# Albert de Saxe-Weissenfels
Albert de Saxe-Weissenfels (14 avril 1659 à Halle - 9 mai 1692 à Leipzig), est un prince allemand de la Maison de Wettin.
Il est le cinquième et le plus jeune fils d'Auguste de Saxe-Weissenfels, et de sa première épouse, Anne-Marie de Mecklembourg-Schwerin.

## Biographie
Par la volonté de son père (1680), Albert ne reçoit qu'un revenu provenant des domaines de son frère aîné. Sans terres de son propre, il passe la plupart de son temps avec les parents de son épouse à Wertheim et se convertit au catholicisme.
En tant que membre de la Société des fructifiants, il reçoit le nom de famille der Muntere. 
A Wertheim le 22 juin 1687, Albert épouse Christine-Thérèse de Löwenstein-Wertheim-Rochefort. Ils ont deux filles:
1. Anne Christine (Wertheim, 17 juillet 1690 - Vienne, 5 mars 1763).
2. Marie-Auguste (Wertheim, 4 février 1692 - Wertheim, 15 février 1692).